# Hugo Laemmer

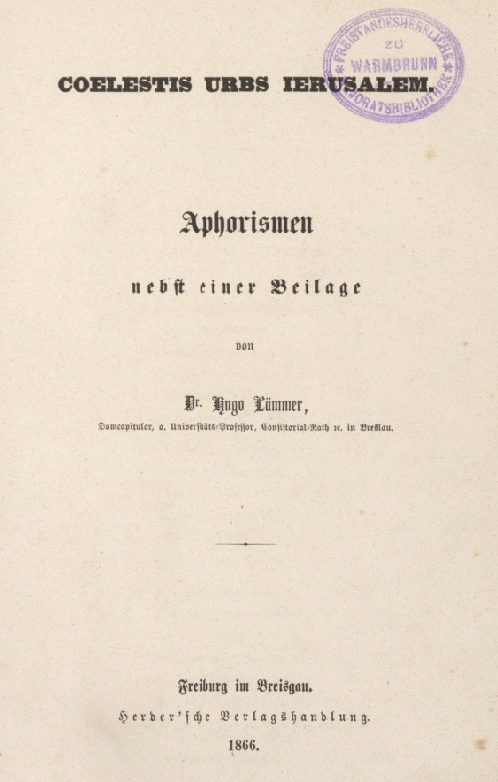
Hugo Laemmer Aphorismen

Hugo Laemmer (* 25. Januar 1835 in Olsztyn; † 6. Januar 1918 in Breslau) war ein deutscher katholischer Theologe.

## Leben
Seine Eltern waren der in Allenstein (Olsztyn) tätige Gerichtsschreiber Eduard Laemmer und dessen Ehefrau Karolina, Tochter des Alleinsteiner Bürgermeisters Anton Ehlert. Nach dem Besuch des Altstädtischen Gymnasiums in Königsberg studierte Hugo Laemmer Philosophie und evangelische Theologie in Königsberg bzw. ab 1853 in Leipzig, wo er im Folgejahr zum Dr. phil. promovierte. 1855 zog er nach Berlin, promovierte dort 1856 zum Lic. theol. und war als Religionslehrer tätig. 1857 habilitierte er sich an der Theologischen Fakultät in Berlin für „Historische Theologie“.
Am 21. November 1858 trat Laemme zum Katholizismus über und trat drei Tage später ins Lyceum Hosianum. Er wurde am 24. Juli 1859 zum Priester geweiht. Im gleichen Jahr erfolgte seine Promotion zum Dr. theol. in Breslau. Danach war er unter anderem am Lyceum Hosianum als Subregens und 1864 kurzzeitig als Professor für Moraltheologie tätig. Von 1864 bis 1916 lehrte er als Professor an der Universität Breslau, zunächst Dogmatik (bis 1882), von 1871 bis 1896 außerdem Kirchengeschichte und ab 1884 Kirchenrecht. Einer seiner Schüler war Max Sdralek, der den Lehrstuhl für Kirchengeschichte übernahm.

## Schriften (Auswahl)
- Clementis Alexandrini de logōi doctrina. Leipzig 1855.
- Papst Nikolaus der Erste und die byzantinische Staats-Kirche seiner Zeit. Eine kirchengeschichtliche Skizze. Berlin 1857.
- Die vortridentinisch-katholische Theologie des Reformations-Zeitalters. Berlin 1858.
- Analecta Romana. Kirchengeschichtliche Forschungen in römischen Bibliotheken und Archiven. Eine Denkschrift. Schaffhausen 1861.